# David Duncan (Autor)
David Duncan (* 17. Februar 1913 in Billings, Montana; † 27. Dezember 1999 in Everett, Washington) war ein US-amerikanischer Drehbuchautor und Roman-Schriftsteller. Bekannt wurde er vor allem durch seine Arbeiten für die beiden Oscar-prämierten Science-Fiction-Filmklassiker der 1960er Jahre Die Zeitmaschine und Die phantastische Reise.

## Leben und Werk
David Duncan, Sohn des Viehhändlers Robert Llewellyn Duncan und seiner Frau Lela Davis, machte 1935 seinen Abschluss an der University of Montana. 1936 wurde er schließlich staatlicher Prüfer beim Landwirtschaftsministerium in Washington, 1936 bis 1940 war er Sozialarbeiter in der Verwaltung der California State Relief Administration in Fresno. 
1940 unternahm David Duncan dann in Mexiko erste Schritte als freier Schriftsteller, arbeitete aber von 1941 bis 1943 darüber hinaus als Manager im sozialen Wohnungsbauprojekt Farm Security Administration in Kalifornien, später auch zwei Jahre als Direktor in Kalifornien und Nevada beim Amerikanischen Roten Kreuz. 1944 bis 1946 war er als Ökonom beim National Labor Bureau in San Francisco tätig. Seit 1946 arbeitete Duncan dann endgültig als freier Schriftsteller.
1953 sammelte Duncan dann auch erste Drehbucherfahrungen in Hollywood als Co-Autor bei Filmen von Edward Ludwig, wie Paramounts erstem 3-D Film Sangaree oder Der Schatz der Jivaro, jeweils mit Fernando Lamas in der Hauptrolle. Nachdem sein Science-Fiction-Roman Dark Dominion 1954 beim Collier’s Magazin abgedruckt worden war, schrieb David Duncan in den späten 1950er Jahren auch eine Reihe von Drehbüchern für Science-Fiction-B-Movies wie die US-Adaptation des japanischen Films Die fliegenden Monster von Osaka (Regie: Ishirô Honda) und die Geschichten für utopische Dramen wie Alarm für Sperrzone 7 (1957, Regie: Arnold Laven) oder Der Schrecken schleicht durch die Nacht (1958, Regie: Jack Arnold).
Im Jahr 1960 verfasste er für den Regisseur George Pal das Drehbuch des Science-Fiction-Klassikers Die Zeitmaschine mit Rod Taylor in der Hauptrolle, nach dem gleichnamigen Roman des populären britischen Schriftstellers H.G. Wells. 1966 entstand Duncans Drehbuch zu Richard Fleischers Science-Fiction-Film Die phantastische Reise mit Stephen Boyd und Raquel Welch. 
In den Jahren 1958 bis 1970 schrieb David Duncan auch zahlreiche Drehbücher für Episoden namhafter US-amerikanischer Fernsehserien wie Telephone Time (1958), Men Into Space (1959–1960), Vilma und King (1960), Meine drei Söhne (1960–1961), It's a Man's World (1962), The Outer Limits (1963), FBI (1966), The New Adventures of Huckleberry Finn (1968–1969) oder High Chaparral (1969). Zwischen 1964 und 1970 entstanden allein 21 Episoden für die erfolgreiche Western-Reihe Daniel Boone mit Fess Parker. Seine letzte Arbeit war die Mitarbeit an dem Dokumentarfilm Time Machine: The Journey Back im Jahre 1993.
Duncan war Mitglied der Writers Guild of America, West. 
Am 5. Mai 1940 heiratete er die Lehrerin Elaine Sulliger, mit der er zwei Kinder hatte.

## Bibliografie
Romane
- 1944: Remember the Shadows
- 1946: The Shade of Time
- 1948: The Bramble Bush (auch als Sweet, Low, and Deadly, 1949)
- 1949: The Madrone Tree (auch als Worse Than Murder, 1954)
- 1950: The Serpent’s Egg
- 1950: None But My Foe
- 1952: Wives and Husbands
- 1954: Dark Dominion
- 1955: Beyond Eden (auch als Another Tree in Eden, 1956)
- 1956: The Trumpet of God
- 1957: Occam’s Razor
- 1959: Yes, My Darling Daughters
- 1964: The Long Walk Home From Town

Kurzgeschichten
- 1960: The Immortals (1960, deutsch: Das Y-Hormon, in: Walter Ernsting (Hrsg.): Galaxy 4, Heyne SF&F #3060, 1965)
- 1964: Requiem on the Moon
- 1971: On Venus the Thunder Precedes the Lightning

## Filmografie
- 1953: Sangaree
- 1954: The White Orchid
- 1954: Der Schatz der Jivaro (Jivaro)
- 1956: Die fliegenden Monster von Osaka (Radon) (nur U.S. Version)
- 1957: Alarm für Sperrzone 7 (The Monster That Challenged the World)
- 1957: The Black Scorpion
- 1958: The Thing That Couldn’t Die
- 1958: Der Schrecken schleicht durch die Nacht (Monster on the Campus)
- 1960: The Leech Woman
- 1960: Die Zeitmaschine (The Time Machine)
- 1966: Die phantastische Reise (Fantastic Voyage) (Drehbuchadaption)